# Tênis em cadeira de rodas

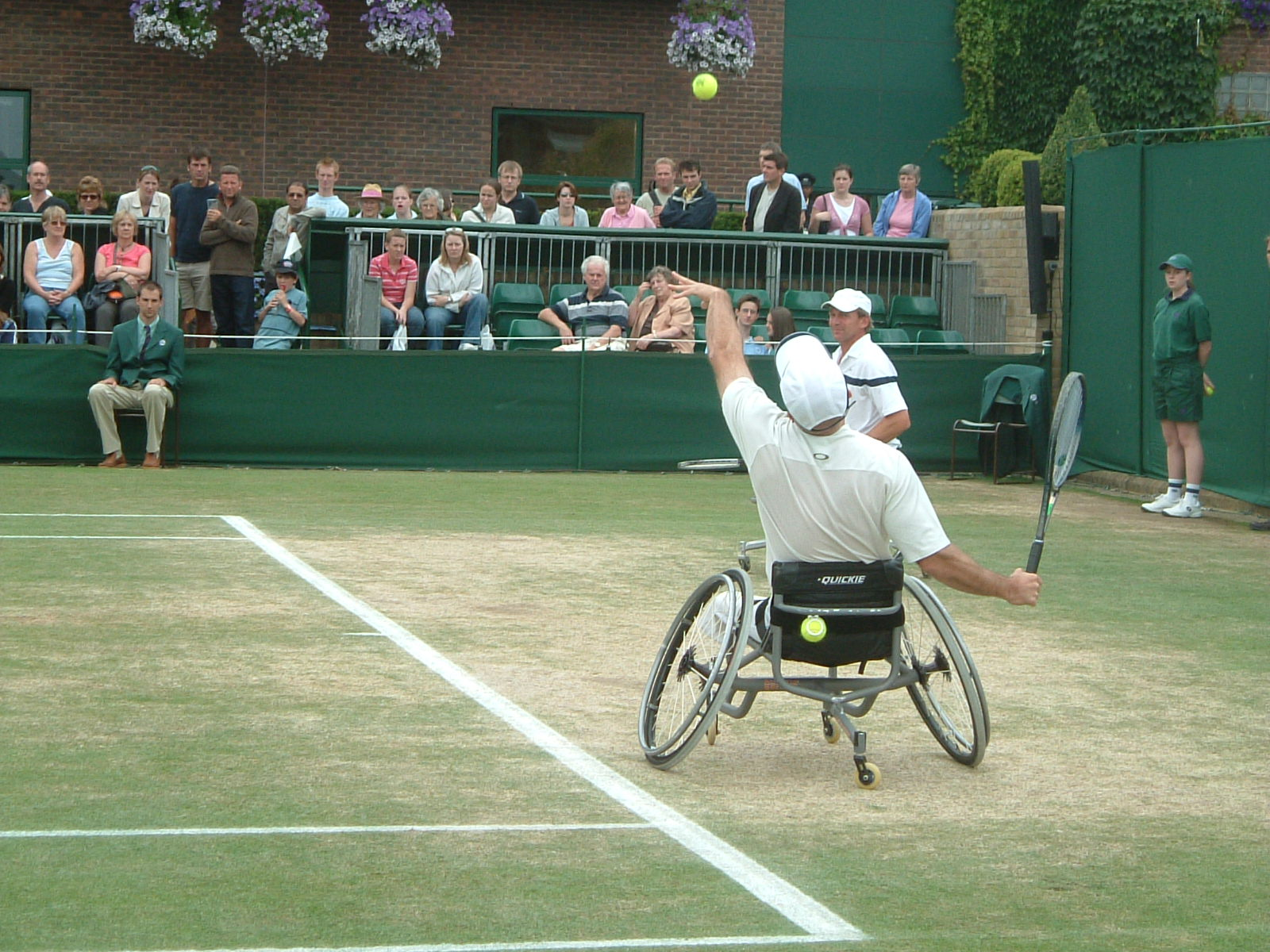
Jogo de tênis em cadeira de rodas em duplas em Wimbledon

O tênis em cadeira de rodas é um esporte paraolímpico praticado por cadeirantes cuja deficiência seja a perda dos membros ou a incapacidade de utilizá-los para locomoção. Utiliza as mesmas quadras do tênis convencional utilizando as mesmas regras com pequenas adaptações .
A maior diferença da regra adotada neste esporte é a que a bola pode quicar duas vezes antes de ser rebatida, podendo o segundo quique ocorrer fora das linhas da quadra. A mesma regra é válida para os saques, que podem ser realizados por outra pessoa se a deficiência do jogador impeça a realização deste. Durante o jogo o jogador não pode deixar o assento de sua cadeira de rodas, sendo ela considerada parte do corpo do jogador .

## História
O esporte foi criado por Jeff Minnenbraker e Brad Parks nos Estados Unidos em 1976 , sendo o primeiro campeonato organizado no ano seguinte. Em 1981 foi fundada a WTPA (Wheelchair Tennis Player Association) para regular o novo esporte. Ainda em 1981, foi incluído nas Paraolimpíadas de Seul em caráter de exibição. Em 1982, a França tornou-se o primeiro país europeu a implementar um programa de tênis em cadeira de rodas . 
Após isso, muitos esforços têm sido envidados para promover o esporte em alta performance. O tênis em cadeira de rodas passou a valer medalhas nas paraolimpíadas de verão de Barcelona em 1992.
No Brasil, o pioneiro do esporte foi José Carlos Morais que o trouxe para o país em 1985, participando da delegação paraolímpica brasileira que representou o país nas paraolimpíadas de verão de Atlanta em 1996.

## Torneios
O circuito de tênis em cadeira de rodas da ITF consiste em torneios internacionais em diferentes níveis e premiações. O montante total da premiação do circuito em 2016 foi de aproximadamente 12 milhões de reais.